# (5569) Colby
(5569) Colby est un astéroïde de la ceinture principale.

## Description
(5569) Colby est un astéroïde de la ceinture principale. Il fut découvert le 22 mars 1974 à Cerro El Roble par Carlos Torres. Il présente une orbite caractérisée par un demi-grand axe de 2,44 UA, une excentricité de 0,16 et une inclinaison de 5,3° par rapport à l'écliptique.

## Compléments